# Mariana de Paredes y Flores

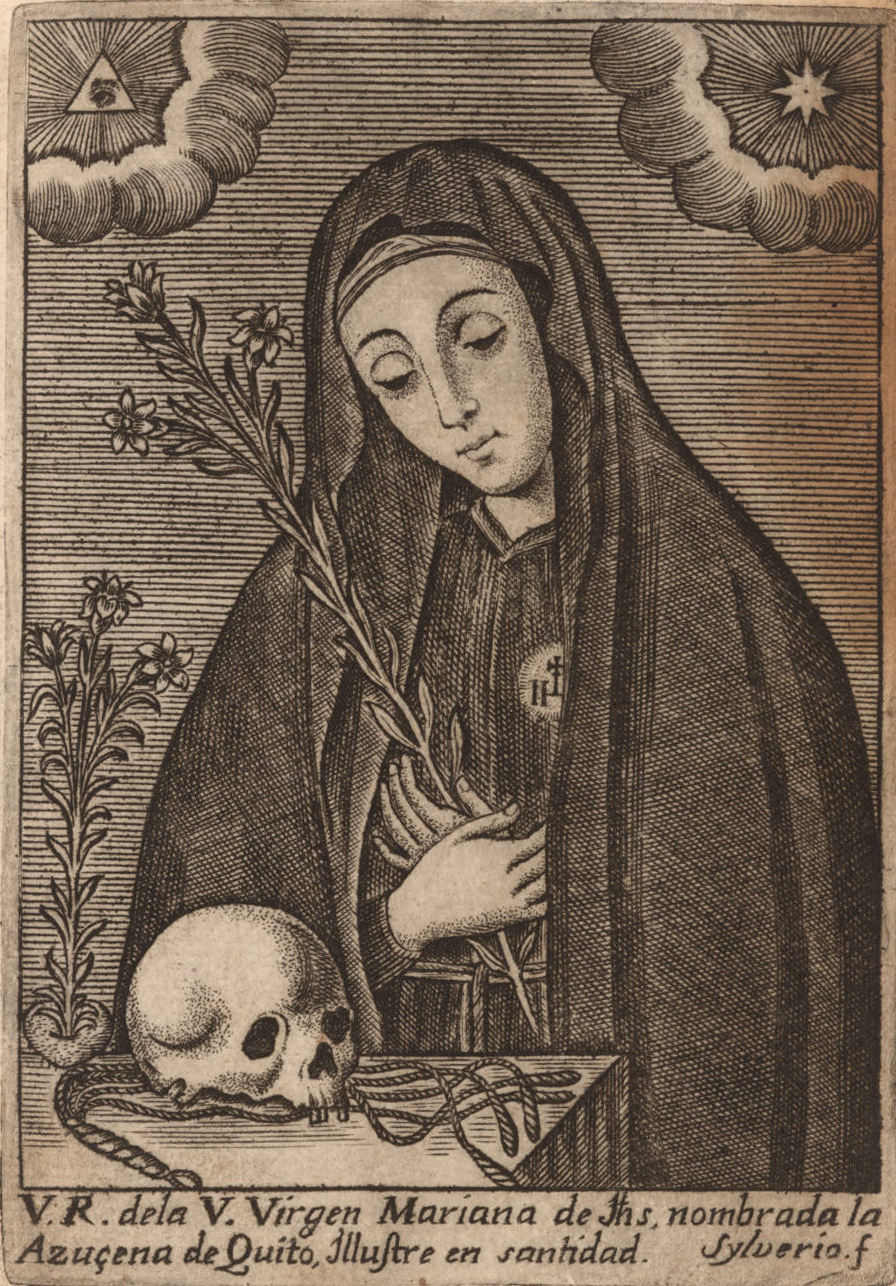
Mariana de Paredes y Flores

Mariana de Paredes y Flores ook wel Mariana de Paredes van Quito, de Lelie van Quito of Mariana van Jezus (1618 – 26 mei 1645) is een Ecuadoraans heilige van de Katholieke Kerk.
Zij was een dochter van Spaanse, adellijke, ouders die beiden stierven toen Mariana nog een kind was. Ze was al jong bevangen door godsdienstige ijver. Op haar twaalfde vatte zij het plan op Japan tot het christendom te bekeren. Zij trad in bij de franciscanessen en leidde een godvruchtig leven, waarin ze zich toelegde op gebed en zich nagenoeg onthield van eten. Volgens getuigenverklaringen at ze, naast de dagelijkse eucharistie, niet meer dan een ons brood per week. Ze zou geneeskundige gaven bezeten hebben. Zieken die aan haar werden voorgeleid, genas ze met enkel het kruisteken, of met wijwater. Na haar dood zou er een lelie uit haar bloed zijn gegroeid, waaraan ze de bijnaam Lelie van Quito te danken heeft.
Haar proces van zaligverklaring begon onmiddellijk na haar dood. Paus Pius IX verklaarde haar in 1853 zalig. In 1950 volgde haar heiligverklaring door paus Pius XII. Haar feestdag is op 26 mei.